# 센다이 도시권

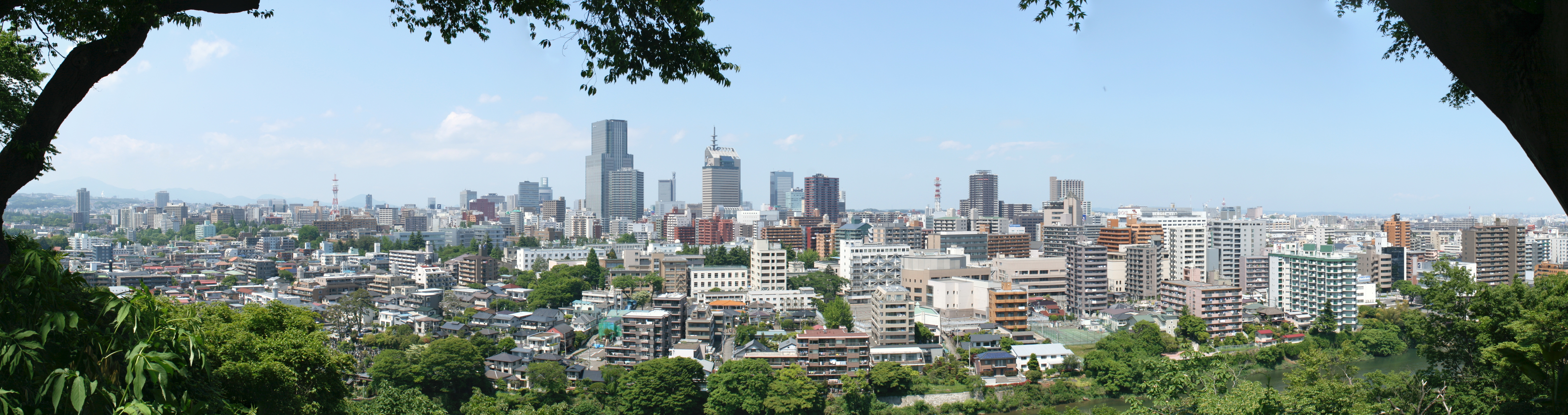

센다이 도시권(일본어: 仙台都市圏)은 정령지정도시로 지정되어 있는 센다이시를 중심으로 하여, 센다이평야를 기반으로 형성된 경제 지역 또는 미야기현이 지정한 광역 행정 추진 지역을 가리킨다.
2000년 인구 조사에서 10% 통근권(도시고용권)에 따른 센다이 도시권의 인구는 약 156만 명으로, 히로시마 도시권과 비슷하다.
7대 도시권의 하나이다.

## 개요
최근 센다이 도시권은 오우산맥을 사이에 둔 야마가타현의 무라야마 지방과 가까운 관계를 맺고 있어, 이른바 ‘쌍둥이 도시’의 양상을 보이고 있다. 또한 후쿠시마현 북부나 이와테현 남부까지도 비슷한 경향을 보이고 있어, 이른바 센다이 경제권을 형성하고 있다. 한편 센다이 경제권에 속하는 지자체는 미나미토호쿠 SUN플랜(미나미토호쿠 중추광역도시권)이라는 협의회를 구성하고, 대규모 행정을 도모하고 있다.
센다이 도시권에서는 1970년대 중반까지도 도시축이 센다이시의 중심부에서 JR 센세키 선변에 위치한 다가조와 시오가마, 마쓰시마 방향으로 연장되고 있었으므로, 센엔이라고 불리는 경우가 많았다. 그러나 지금은 센다이 시 도심부를 중심으로 하는 방사형의 도시권을 형성하고 있으므로, 센엔으로 불리는 경우는 거의 없다.

## 정의
- 센다이 시로의 통근·통학인구도 (일본 총무성 통계국)

### 광역 행정 추진 지역
인구 : 약 147만 명 (2006년 10월 1일 추계 인구), 면적 : 1,648km²
(참고 : 오사카부 1,894km², 885만 명. 가가와현 1,876km², 102만 명)

미야기현이 지정한 광역 행정 추진 지역은 ‘광역 센다이 도시권’ 또는 간단히 ‘센다이 도시권’이라고도 부르며, 센다이 도시권 광역 행정 추진 협의회 가 설치되어 있다. 또한 미야기현 추계 인구 의 월보에서는 매월 인구 통계를 발표한다. 센다이 도시권과 야마가타 현 무라야마 지방으로 구성된 센다이·야마가타 교류 연휴 추진회 에서는 센다이 도시권의 틀을 형성하고 있다.
- 구로가와군 전 지역 (도미야정·다이와정·오사토정·오히라촌)
- 미야기군 전 지역 (시오가마시・다가조시·시치가하마정·리후정·마쓰시마정)
- 센다이시 (도심을 포함해 북측은 옛 미야기군, 남측은 옛 나토리군)
- 나토리군 전 지역 (나토리시·이와누마시)
- 와타리군 전 지역 (와타리정·야마모토정)

|           | 2002년       | 2004년       | 2006년       |
| --------- | ------------ | ------------ | ------------ |
| 상기 지역 | 145만 2135명 | 146만 3839명 | 146만 6407명 |

※매해 10월 1일의 추계 인구.

### 10% 도시권 (통근권)
인구 : 약 156만 명(2000년 도시고용권). 면적 : 2,288km²
(참고 : 도쿄 도 2,187km², 1,255만 명 / 사가현 2,439km², 87만 명）

도시고용권(10% 도시권·10% 통근권)의 기준은 각 시정촌의 통근자 중 10% 이상이 중심 도시로 통근하는 경우, 도시권을 구성하는 시정촌으로 본다. 이 기준에 따르면 2000년의 센다이 도시권의 인구는 약 156만 명으로, 이들 도시권 내의 시정촌에서 센다이 시로 통근·통학하는 사람은 약 10만 명에 달한다. 이 기준에 따르면 위에서 기술한 광역 행정 추진 지역으로서의 센다이 도시권에 다음 도시가 추가된다.
- 시바타군 전 지역 (시바타정·오가와라정·무라타정·가와사키정)
- 시다군 일부 지역 (옛 가시마다이 정·옛 마쓰야마 정 → 옛 후루카와 시를 중심으로 하는 현재의 오사키시의 일부)
- 모노군 일부 지역 (옛 나루세 정 → 현 히가시마쓰시마시의 일부)

#### 도시권의 변천
- 위에서 기술한 센다이 도시권 광역 행정 추진 협의회를 여기에서는 편의상 광역권으로 지칭하고, 센다이 시의 10% 통근권을 센다이 도시권이라고 지칭한다.
- 센다이 시의 10% 통근권에 포함되지 않는 자치단체는 각 통계 연도란에서 회색으로 -로 나타낸다.
- 광역권의 오히라 촌은 다이와 정의 교외 1차권, 무라타 정은 오가와라 정의 교외 1차권, 그 이외의 센다이 도시권의 자치단체는 모두 1차권으로, 위의 2개 정촌은 2차권으로 한다.

| 자치체 ('80) | 1980년                      | 1990년                       | 1995년                       | 2000년                       | 자치체 (현재)    |
| ------------ | --------------------------- | ---------------------------- | ---------------------------- | ---------------------------- | ---------------- |
| 후루카와시   | 후루카와 도시권 6만 5,525명 | 후루카와 도시권 15만 2,834명 | 후루카와 도시권 16만 9,858명 | 후루카와 도시권 16만 9,910명 | 오사키시         |
| 고고타정     | 센다이 도시권 124만 8,616人 | 후루카와 도시권 15만 2,834명 | 후루카와 도시권 16만 9,858명 | 후루카와 도시권 16만 9,910명 | 미사토정         |
| 난고정       | 센다이 도시권 124만 8,616人 | 센다이 도시권 139만 5,486명  | 센다이 도시권 149만 2,610명  | -                            | 미사토정         |
| 마쓰야마정   | 센다이 도시권 124만 8,616人 | 센다이 도시권 139만 5,486명  | 센다이 도시권 149만 2,610명  | 센다이 도시권 155만 5,691명  | 오사키시         |
| 가시마다이정 | 센다이 도시권 124만 8,616人 | 센다이 도시권 139만 5,486명  | 센다이 도시권 149만 2,610명  | 센다이 도시권 155만 5,691명  | 오사키시         |
| 나루세 정    | 센다이 도시권 124만 8,616人 | 센다이 도시권 139만 5,486명  | 센다이 도시권 149만 2,610명  | 센다이 도시권 155만 5,691명  | 히가시마쓰야마시 |
| 광역권       | 센다이 도시권 124만 8,616人 | 센다이 도시권 139만 5,486명  | 센다이 도시권 149만 2,610명  | 센다이 도시권 155만 5,691명  | 광역권           |
| 시바타정     | 센다이 도시권 124만 8,616人 | 센다이 도시권 139만 5,486명  | 센다이 도시권 149만 2,610명  | 센다이 도시권 155만 5,691명  | 시바타정         |
| 오가와라정   | 센다이 도시권 124만 8,616人 | 센다이 도시권 139만 5,486명  | 센다이 도시권 149만 2,610명  | 센다이 도시권 155만 5,691명  | 오가와라정       |
| 가와사키정   | 센다이 도시권 124만 8,616人 | 센다이 도시권 139만 5,486명  | 센다이 도시권 149만 2,610명  | 센다이 도시권 155만 5,691명  | 가와사키정       |
| 무라타정     | -                           | -                            | -                            | 센다이 도시권 155만 5,691명  | 무라타정         |

- 1989년 4월 1일에 센다이시는 정령지정도시가 됨.
- 2005년 4월 1일에 모노군의 야모토정과 나루세정을 합쳐 히가시마쓰야마시가 됨.
- 2006년 1월 1일에 도다군의 고고타정과 난고정을 합쳐 미사토정이 됨.
- 2006년 3월 31일에 후루카와시, 도다군의 다지리정, 시다군의 산본기정과 마쓰야마정과 가시마다이정, 다마쓰구리군의 이와데야마정과 나루코정의 총 1시 6정을 합쳐 오사키시가 됨.

### 5% 도시권 (통근권)
인구 : 약 182만 명 (2000년 인구 조사 기준 )
통근 의존률이 5~10%인 시나 정은 하늘색으로 나타냄. 시·정·촌의 명칭은 2000년 인구 조사 당시.
- 센다이시
- 미야기군 전 지역 (시오가마시·다가조시·시치가하마정·리후정·마쓰시마정)
- 구로카와군 전 지역 (도미야정·다이와정·오사토정·오히라촌)
- 나토리군 전 지역 (나토리시·이와누마시)
- 와타리군 전 지역 (와타리정·야마모토정)
- 시바타군 전 지역 (시바타정·오가와라정·무라타정・가와사키정)
- 도다군 전 지역 (고고타정·난고 정·와쿠야정·다지리정)
- 시다군 전 지역 (후루카와시·산본기 정·가시마다이정·마쓰야마정)
- 모노군 일부 지역 (나루세정·야마토정)
- 구리하라군 일부 지역 (세미네정)
- 가미군 일부 지역 (시카마정)
- 갓타군 일부 지역 (시로이시시)
- 이구군 일부 지역 (가쿠다시)

### 1.5% 도시권 (통근·통학권)
인구 : 약 219만 명 (7대도시권 참조 )
일본 총무성의 기준에 따르면 센다이 시의 ‘1.5% 통근·통학권’은 ‘센다이 대도시권’이라고 할 수 있고, 7대 도시권에서 6번째 규모가 된다. 1995년의 조사를 바탕으로 하면 ‘1.5% 도시권’의 영역은 JR 센다이역을 중심으로 하는 반경 50km에서 야마가타현 무라야마 지방(야마가타시 등)을 제외한 지역과 거의 동일하다. 센다이의 1.5% 도시권에는 북부 산간지역과 구리하라시, 도메시, 시치가슈쿠정 등을 제외한 미야기현의 전 지역과 후쿠시마현의 태평양 연안 북부(신치정·소마정)가 포함된다.

## 교통

### 주요 철도
철도는 도호쿠 본선 센다이역을 중심으로 방사상으로 펼쳐져 있다. 환상형의 연결은 없다. JR 동일본의 IC카드 ‘Suica’를 이용할 수 있는 구간이 센다이 도시권과 유사하게 설정되어 있지만, 2009년 봄 이후에는 이용 구간이 후쿠시마현 방면으로 확대되는 등, 철도 이용에서의 센다이 도시권의 범위가 넓어지고 있다.
JR 동일본
- 도호쿠 신칸센
- 도호쿠 본선 - Suica 이용구간 : 시로이시 ~ 고고타 (2009년 봄 이후 : 야부키 ~ 고고타)
- 조반선 - Suica 이용구간 : 야마시타 ~ 이와누마 (2009년 봄 이후 : 하라노마치 ~ 이와누마)
- 도호쿠 본선 리후 지선 - Suica 이용구간 : 전체
- 센잔선 - Suica 이용구간 : 센다이 ~ 아야시
- 센세키선 - Suica 이용구간 : 전체
- 반에쓰토선 - Suica 이용구간 : (2009년 봄 이후 : 후네히키 ~ 고오리야마)

공영 철도·제3섹터
- 센다이 공항선 - Suica 이용구간 : 전체
- 아부쿠마 급행선
- 센다이 시영 지하철 난보쿠 선
- 센다이 시영 지하철 도자이 선 2015년 개통 예정

### 주요 도로
- 도호쿠 자동차도
- 산리쿠 주칸 자동차도
- 야마가타 자동차도
- 센다이 동부도로
- 센다이 남부도로
- 센다이 북부도로

### 고속도로망 정비
센다이 도시권의 고속도로망은 1개의 순환도로와 5개의 방사상(放射狀) 도로로, 도시고속도로와 같은 역할을 수행할 뿐만 아니라 센다이 경제권의 기간 시설 역할을 맡고 있다.

##### 센다이 환상 고속
센다이 도시권 환상 자동차 전용도로(센다이 환상 도로·센다이 환상 고속)는 센다이의 인구 집중 지역을 둘러싸도록 계획된 총 연장 60여 km의 환상형 고속도로이다. 지금까지 90% 정도가 완공되었으며, 현재의 센다이 북부도로의 끝인 리후시라카시다이 나들목에서 센다이 북부도로와 도호쿠 자동차도와의 접점이 된 도미야 분기점 사이의 구간이 착공되지 않은 상태로 남아있다.
관리 기관과 도로종별이 여러가지며 각각 다른 도로명을 가지고 있어서, ‘센다이 환상 고속’과 같은 통일된 명칭은 일반적으로는 사용되지 않는다. 다만 관할 기관인 일본 국토교통성과 도호쿠 지방 정비국은 공식적으로 ‘센다이 도시권 환상 자동차 전용도로’나 ‘센다이 환상 도로’라는 명칭을 사용하고 있다.
- 센다이 도시권 환상 자동차 전용도로 홈페이지
- 센다이 남부도로는 미야기현 도로공사가 관리하는 일반 유료도로이고, 도호쿠 자동차도는 동일본 고속도로가 관리하는 고속국도이며, 그 이외에는 동일본 고속도로 관할의 일반 유료도로이다.

관리 기관과 도로종별이 여러가지인 탓에 요금 체계도 복잡해서, 이용구간에 따라서는 비싼 경우도 있다. 일례로 리후시라카다이 나들목에서 환상부를 돌아 미즈 나들목으로의 50.3km를 이용하면 1,950엔이지만, 동일본 고속도로의 고속도로만을 이용하는 경우에는 70km 미만 구간(센다이 ~ 후쿠시마간 정도)이 같은 요금이다. 또한 통근 할인 등도 도호쿠 자동차도에만 적용되는 제도이다.

##### 5방사상 고속
| - 북측 = 도호쿠 자동차도 (기타토호쿠 지방 방면) - 남측 = 야마가타 자동차도 (야마가타현 방면) - 남서측 = 도호쿠 자동차도 (도쿄 방면) | - 북동측 = 산리쿠 주칸 자동차도 (미나미산리쿠 방면) - 남동측 = 센다이 동부도로 |

### 공항
- 센다이 공항

### 항만
- 센다이항

## 대중 매체
센다이의 대중매체는 대부분이 전국 방송이나 도쿄 지역의 프로그램을 방송한다. 특히 텔레비전은 도쿄의 프로그램이 거의 차지하고 있어, 센다이 도시권의 정보는 신문이나 잡지, 라디오가 주력이 되고 있다. 다만 텔레비전과 라디오의 경우 도호쿠의 지방 방송국 기능도 가지고 있어, 도호쿠 6현(니가타 현 포함)의 프로그램을 제작·송출하는 경우도 있다.

### 신문
센다이 도시권에서 가장 주력이 되는 매체는 가와키타 신보로, 조간·석간·주말판 등을 발행하며 다양한 독자층을 가지고 있다. 또한 도호쿠 지방 전체를 대상으로 하는 블록지로 센다이 도시권의 정보를 도호쿠 지방 전체로 전하는 역할도 갖는다. 전국지, 주니치 신문, 니시니폰 신문, 홋카이도 신문에 이은 광역판로를 가지고 있다.

## 도시 정책과 인프라 정비
가주지에 대한 인구밀도

| 도시권          | 도시권 인구(1995) | 가주지면적 (1996) | 가주지 인구 밀도 |
| 삿포로 도시권   | 2,162,000 명      | 1175.25 km2       | 1,839.6명/km2    |
| 센다이 도시권   | 1,492,610 명      | 1029.94 km2       | 1,449.2명/km2    |
| 히로시마 도시권 | 1,562,695 명      | 691.89 km2        | 2,258.6명/km2    |

※도시권 인구 : 1995년의 대도시 고용권 인구 
※가주지 면적 : 1996년의 대도시 고용권 가주지 면적 
※가주지 인구 밀도 : 가주지 면적에 대한 인구 밀도
센다이 도시권의 가주지 인구밀도는 낮은데, 이것은 국가의 농업 행정의 방침에 따른 토지 이용의 결과로 보인다. 삿포로와 센다이는 강의 중류 유역에 그 중심부가 위치하고 있어서, 하류 지역의 평야를 농지나 공업지역으로 이용하거나 도시화하게 된다. 삿포로의 경우에는 하류 지역이 이탄지였으므로 도시화되지 않았고, 센다이는 국가의 방침으로 도시화되지 않았다. 이로 인하여 가주지 면적을 농지가 차지하게 되었고, 가주지 인구 밀도도 낮다. 다른 대도시권의 경우에는 그 중심부가 하류나 연안 평야에 위치하고 있어, 평지의 대부분이 도시화되어 삿포로나 센다이에 비해 가주지의 인구밀도가 극단적으로 높다.

### 국가의 정책과 ‘숲의 도시’와 택지 개발
센다이 도시권의 도심부 이외의 평야나 하천가의 평지에서는 산미 증산시에 국가의 정책에 따라 토지 개량 사업이 실시되었고, 직사각형의 토지에서 대규모 벼농사가 행해지고 있다. 이러한 대규모 농지는 일부가 세금을 이용해 정비되어 있기 때문에, 농업 목적 이외의 상업지나 주택지로 용도를 전환하는 것이 조례로 규제되어 왔다. 이때문에 센다이 도시권에서는 원래 주거지역으로 적합한 평지를 택지로 이용하지 못하고, 도심부의 북서부에서 서부에 걸친 구릉지역에 택지를 조성해 수요를 충족해 왔다.
그러나 ‘숲의 도시’(杜の都)라는 별명을 가진 센다이는 조례를 통해 구릉지 삼림의 택지 개발도 규제하고 있어, 개발할 수 있는 구릉지는 도심에서 먼 지역으로 한정되었다. 또한 구릉지에 택지를 조성했기 때문에 골짜기를 낀 주택지가 언덕에 분포하고, 자가용을 이용하는 것이 전제가 된 결과 센다이 도시권은 동선이 길고 밀집 지역은 좁은 비효율적인 도시권을 형성하게 되었다. 이는 히로시마 도시권이 평지나 골짜기, 해안선변이 좁은 토지에 인구가 집중되었고, 전철이나 고속도로를 통해 효율적인 고도의 도시권을 형성하고 있는 것과는 대조적인 모습이다.
센다이에서는 비효율적인 도시권의 해소를 목적으로 지하철 난보쿠 선을 개통해 북부의 구릉지 주택지에서는 동선이 고속화되었지만, 지금도 도시권 내 대부분의 주택지에서는 자가용에 의지해야 하고, 정령지정도시 중에서 교통 정체가 가장 지독한 상황이 지속되고 있다.

### 지하철과 철도 선변의 개발
현재 센다이 시는 센다이의 동서 축의 고속화를 목표로 지하철 도자이 선을 계획하고 있는데, 이는 다수의 대학과 고교를 연결하는 형태이다. 그러나 도자이 선이 중요한 이유는 센다이 도시권이 가진 비효율성의 상징이던 동부 지역의 광대한 농지를 도시화·택지화하는 인프라 스트럭쳐의 기능을 가지고 있다는 점이다.
위에서 기술한 것처럼 시의 동부 지역은 일부가 세금을 이용해 정비되었기 때문에 시가지나 주거지역으로 용도를 변경하는 것이 어려웠지만, 도자이 선이 통과하는 것만으로도 용도 변경에 중요한 조건을 가지게 된다. 이는 효율적인 도시권의 구축을 가져올 가능성이 높다. 동부 지역 농지의 용도 변경에 대해서는 1970년대 초에 마쓰시마정에서 이와누마시까지를 센다이시를 중심으로 병합하여 정령지정도시로 승격하는 것을 계획했을 때에도, 센다이만 연안 평야로 확대된 효율적인 도시권을 형성하는 것이 기대되었지만, 결국에 병합에 실패하여 결과적으로 지금과 같은 서부의 구릉지대로 확대된 비효율적인 도시권이 되었다.
또한 도자이 선의 경우 외에도, 센다이 도시권에서는 개발이 가로막혀 있었던 농지의 도시화·택지화가 진행되고 있다. 센다이 도심지역과 다가조시 사이의 JR 센세키 선의 선변에 위치한 넓은 농지에 고즈루신덴역을 신설하여 도시화를 진행하고 있으며, 센다이 시에 남쪽으로 접한 나토리시의 농지에도 JR 도호쿠 본선에서 갈라진 센다이 공항선이 신설되는 것과 함께 선변의 토지 용도 변경을 통해 도시화를 진행하고 있다. 연안 평야의 넓은 농지가 도심 지역의 열섬 현상의 완화에도 도움이 되는 측면도 가지고 있기 때문에, 센다이 도시권의 비원이었던 농지의 도시화는 균형이 필요한 것으로 보인다.

## 같이 보기
| - 일본의 도시권 - 센다이 경제권 - 센다이시 - 무라야마 지방 | - 야마가타시 - 후쿠시마시 - 고오리야마 시 - 고오리야마 도시권 | - 도호쿠 지방 - 미나미토호쿠 지방 - 이모니카이 |